# Gnophos jurassica
Gnophos jurassica là một loài bướm đêm trong họ Geometridae.